# Iselin Nybø
Iselin Nybø, née le 14 mai 1981 à Randaberg, est une avocate et femme politique norvégienne. 
Depuis le départ du gouvernement de Trine Skei Grande le 13 mars 2020, Iselin Nybø assurerait l'intérim en cas d'indisponibilité d'Erna Solberg, une fonction informellement appelée vice-première ministre. 

## Biographie
Iselin Nybø grandit à Randaberg et est désormais domiciliée à Stavanger. 
Elle obtient un master en droit de l'université de Bergen en 2006, et travaille pour Skatteetaten, l'administration fiscale norvégienne, puis pour des cabinets d'avocats.